# ادیسون (میشیگان)
ادیسون، میشیگان (به انگلیسی: Addison, Michigan) در ایالات متحده آمریکا است که در میشیگان واقع شده‌است.

## خصوصیات
ادیسون ۲٫۵۹ کیلومترمربع مساحت و ۶۰۵ نفر جمعیت دارد و ۳۲۵ متر بالاتر از سطح دریا واقع شده‌است.